# Stigmella rhamnophila
Stigmella rhamnophila là một loài bướm đêm thuộc họ Nepticulidae. Loài này có ở Ý, Hy Lạp (bao gồm many of the islands), Cộng hòa Síp và Israel.
Ấu trùng ăn Rhamnus alaternus, Rhamnus lycioides, Rhamnus lycioides oleoides, Rhamnus palaestina và Rhamnus saxatilis. Chúng ăn lá nơi chúng làm tổ. 